# Xenon (processador)
Xenon é a unidade central de processamento usada no console de jogos Xbox 360 da Microsoft. O processador, internamente com o codinome "Waternoose", que foi nomeado após Henry J. Waternoose III em Monstros SA(filme) pela IBM e XCPU pela Microsoft, é baseado no IBM PowerPC arquitetura do conjunto de instrução , que consiste em três núcleos independentes de processador em um único die. Esses núcleos são versões ligeiramente modificadas do PPE no processador Cell usado no PlayStation 3 .Cada núcleo tem dois segmentos de hardware simétricas ( SMT ), para um total de seis segmentos de hardware disponíveis para jogos. Cada núcleo individual também inclui 32 KiB de cache L1 de instruções e 32 KiB de cache L1 de dados.
Os processadores são rotulados como "XCPU" na embalagem e são fabricados pela Chartered (agora parte da GlobalFoundries ). Chartered reduziu o processo de fabricação em 2007 para 65 nm , reduzindo assim os custos de produção para a Microsoft.
O nome "Xenon" foi reaproveitado a partir do nome de código para o Xbox 360 no início do desenvolvimento.

## Especificações
De acordo com dados da IBM:
- Três núcleos simétricos em execução com 3,2 GHz cada
- Duas operações de hardware por núcleo; seis operações de hardware no total
- Uma unidade de vetor VMX-256 por núcleo; três no total
- 256 registros VMX-128 por thread de hardware
- Cache L2 de 1 MB

## XCGPU
O Xbox 360 introduziu o XCGPU, que integra a CPU Xenon e a GPU Xenos para o mesmo dado, e o eDRAM no mesmo pacote. O XCGPU segue a tendência começou com o GS + EE integrado no PlayStation 2 Slimline , combinando CPU, GPU, controladores de memória e IO em um chip de custo reduzido única. Também contém um "front side bus bloco de substituição" que liga o CPU e GPU internamente no exatamente da mesma maneira como o front side bus teria feito quando a CPU e GPU eram chips separados, para que o XCGPU não altere as  características de hardware do Xbox 360.
XCGPU contém 372 milhões de transistores e é fabricado pela empresa Advanced Technology Investment e AMD 's GlobalFoundries em um processo de 45 nm. Em comparação com o original chipset no Xbox 360 os requisitos de energia combinados são reduzidas em 60% e a área física de chips em 50%.
O Xbox 360 S introduziu o XCGPU (codinome Vejle), o qual integrava a CPU Xenon e a GPU Xenos no mesmo chip, e a eDRAM no mesmo pacote. O XCGPU segue a tendência iniciada com o EE+GS integrado no PlayStation 2 Slimline, que combina CPU, GPU, controladores de memória e IO em um único chip de custo reduzido. Ele também contém um "bloco de substituição do barramento frontal" que conecta a CPU e a GPU internamente exatamente da mesma maneira que o barramento frontal faria quando a CPU e a GPU eram chips separados, para que o XCGPU não altere as características de hardware do Xbox 360.
O XCGPU contém 372 milhões de transistores e é fabricado pela GlobalFoundries em um processo 45 nm. Comparado ao chipset original do Xbox 360, os requisitos de energia combinados são reduzidos em 60%, e a área física do chip reduzida em 50%.  
Em 2014, o sistema Winchester Xbox 360 introduziu um XCGPU reduzido em um processo 32 nm (codinome Oban). Este chip não é mais um módulo multichip e integra a eDRAM no chip principal.

## Galeria
Ilustrações das gerações diferentes dos processadores no Xbox 360 e Xbox 360 S.
1. ↑  Jon Stokes, Ars Technica (August 24, 2010). «Microsoft beats Intel, AMD to market with CPU/GPU combo chip». Consultado em August 24, 2010 Verifique data em: |acessodata=, |data= (ajuda)
2. ↑  PC Perspective (June 21, 2010). «The New Xbox 360 S "Slim" Teardown: Opened and Tested». Consultado em June 24, 2010. Arquivado do original em June 25, 2010 Verifique data em: |acessodata=, |arquivodata=, |data= (ajuda)